# زهرة الخفاش
زهرة الخفاش السوداء، المعروفة علميًا باسم Tacca chantrieri، تنتمي إلى عائلة اليام (ديسقورية). وُثقت أول مرة في عام 1901 بواسطة إدوارد أندريه. يعود أصل هذا النبات إلى جنوب شرق آسيا، حيث يزدهر في بيئات استوائية رطبة مشابهة لموطنه الطبيعي. يُطلق عليها اسم «زهرة الخفاش السوداء» بسبب تصميم أزهارها الفريد الذي يشبه الخفاش ولونها الداكن المميز.
النبات يمتاز بطريقة تلقيح غير اعتيادية، حيث يعتمد بشكل أساسي على التلقيح الذاتي المستقل. إضافةً إلى ذلك، يُستخدم هذا النبات بشكل شائع في الطب الصيني التقليدي لعلاج مجموعة متنوعة من الحالات، بدءًا من الأمراض البسيطة وصولًا إلى الأمراض المعقدة مثل السرطان.

## وصف
جنس زهرة الخفاش (Tacca) يتضمن عشرة أنواع مميزة. أحد أشهرها هو Tacca chantrieri، المعروف أيضًا بأسماء مثل "زهرة الخفاش"، "زهرة الشيطان"، أو "شارب القط"، بفضل شكل زهوره ولونها الأسود الفريد.
تتميز أزهار هذا النبات بلونها الداكن، وأوراقها الكأسية الكبيرة التي تشبه الأجنحة. يمكن أن يبلغ عرض الزهرة حوالي 12 بوصة، ويصل ارتفاع النبات إلى ما بين 50 و100 سنتيمتر. ومن السمات اللافتة للنظر في هذا النبات وجود براكليولات (أوراق تحتية معدلة) تشبه شعيرات طويلة معلقة، وقد يتراوح طولها بين 8 إلى 10 بوصات.
يرى بعض الباحثين أن هذه البراكليولات قد تلعب دورًا في عملية التمثيل الضوئي، مما يضيف إلى تفرد هذا النوع النباتي.

## النطاق الجغرافي
تزهرة الخفاش تنتشر في جنوب شرق آسيا، حيث توجد في مناطق مثل آسام، وبنغلاديش، وكمبوديا، وجنوب الصين، وهاينان، ولاوس، وماليزيا، وميانمار، وتايلاند، والتبت، وفيتنام. تتمتع هذه الزهرة بأوسع نطاق جغرافي ضمن جنسها. ومع ذلك، أدى الاستغلال المفرط، وتدمير الموائل الطبيعية، وتجزئة الغابات إلى تقلص نطاقها وانتشارها الطبيعي.

## التلقيح

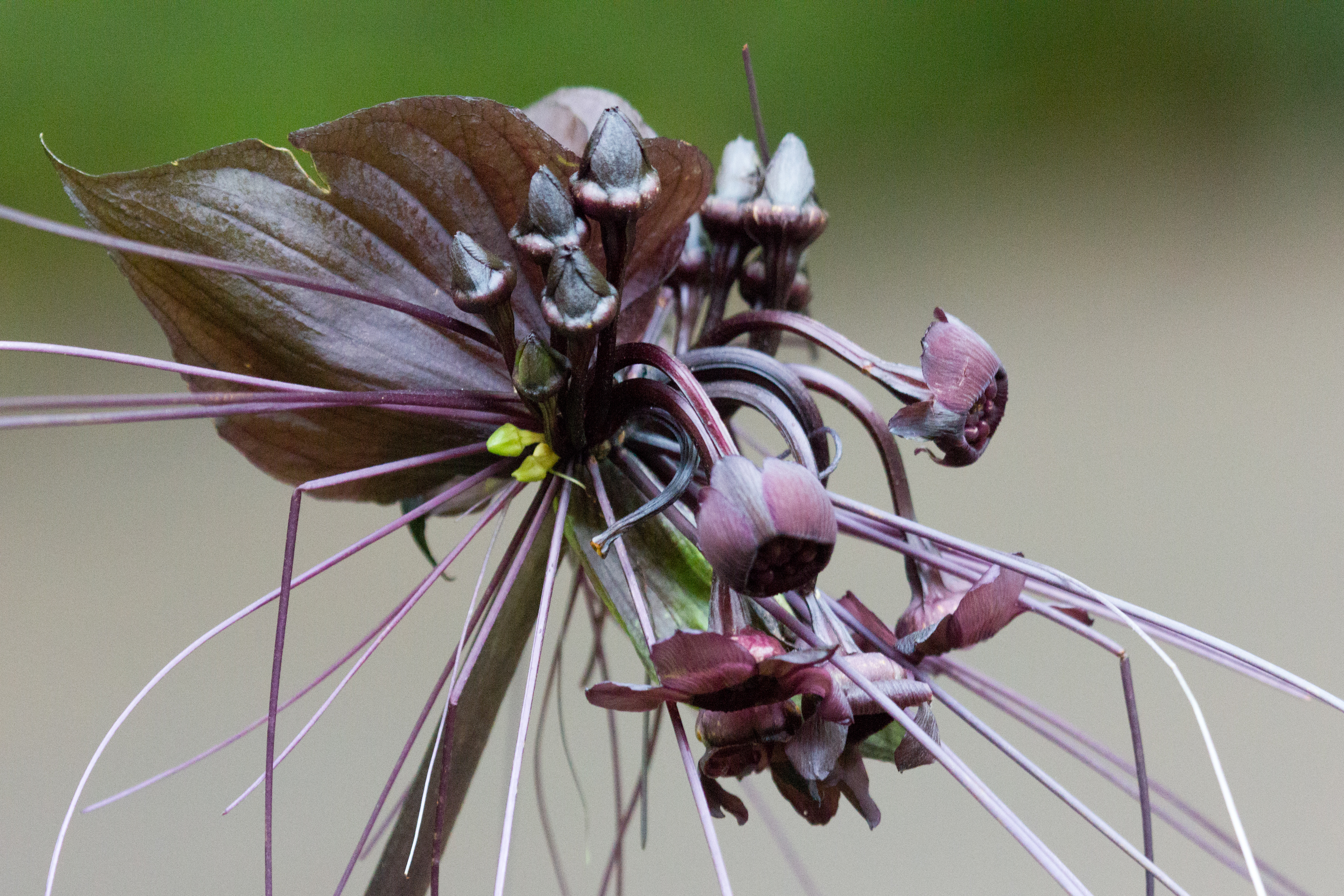
الأسدية، والأوراق الكأسية، والكؤوس الزهرية لـ زهرة الخفاش.

ألوان زهرة الخفاش تتنوع بين البني الداكن والأرجواني وأحيانًا الأخضر. عادةً ما تُستخدم هذه الألوان لمحاكاة الجيف لجذب الكائنات التي تستهلك المواد المتحللة. ومع ذلك، في حالة T. chantrieri، الأمر مختلف. قد تدخل الذبابة الزهرة عبر فتحة صغيرة، ظنًا أنها تحتوي على مادة متحللة، مسترشدة بالضوء داخل الزهرة. لكن الذبابة لا تجد شيئًا هناك وتبدأ في محاولة المغادرة. ومع ذلك، تجعل البنية الفريدة للزهرة، وخاصة الأسدية "التي تشبه الخوذة"، من الصعب جدًا على الحشرة الخروج بسهولة.
النباتات مثل T. chantrieri التي تستثمر طاقة كبيرة في تشكيلات زهرية مبهرة غالبًا ما تكون أكثر جاذبية للملقحات وتحقق تنوعًا جينيًا عبر التلقيح المتبادل. لكن تجارب التلقيح أظهرت أن أغلب البذور المنتجة تنشأ من التلقيح الذاتي، ربما بسبب قلة زيارات الحشرات. تظهر حزم حبوب اللقاح على الوصمات أن التلقيح الذاتي يحدث غالبًا قبل فتح الزهرة.
تشير بعض الآراء إلى أن الزهرة ربما كانت في الماضي ذات رائحة كريهة لجذب الملقحات، أو أن هناك علاقة سابقة مع ملقح قد انقرض الآن.

## الزراعة

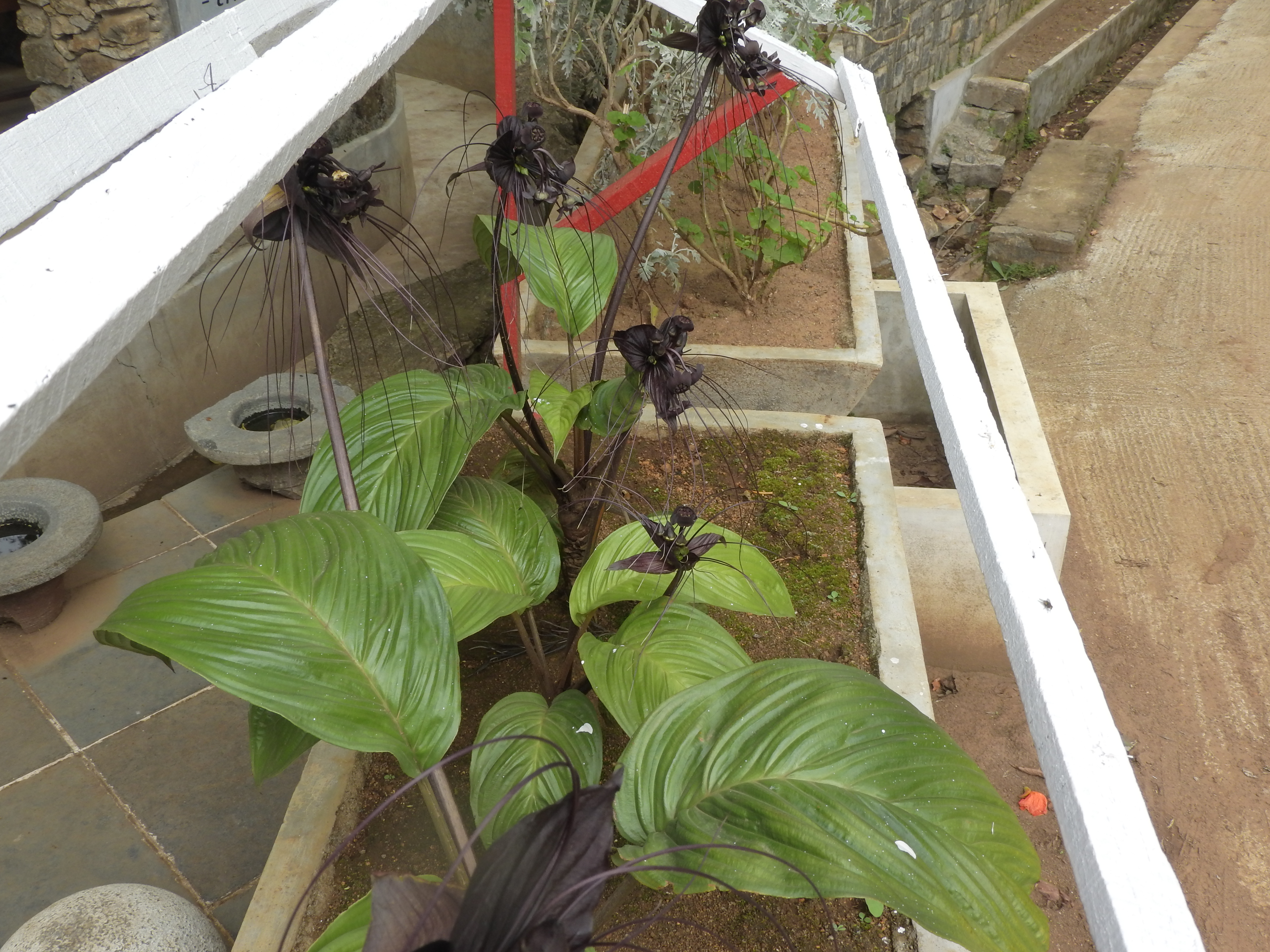
مثال على زراعة نبات زهرة الخفاش في الهواء الطلق

تزهر زهرة الخفاش عادةً من أبريل إلى يوليو. [1] من المهم عدم قطع الأجزاء المزهرة من زهرة الخفاش، لأن ذلك يؤدي إلى تدهور سريع للزهرة. تبدأ عملية الإزهار بمجرد نمو ورقتين على الأقل، وقد تزهر حتى 8 مرات خلال موسم النمو الواحد.
تنمو زهرة الخفاش في ظروف مشابهة لنباتات الأوركيد، حيث تفضل بيئة استوائية رطبة وغنية بالعناصر الغذائية. كونها نباتًا جيوفيتيًا، تعتمد زهرة الخفاش على جذورها، مما يجعلها مثالية للنمو في التربة أو كزراعة منزلية. تزدهر في إضاءة منخفضة إلى متوسطة.
تتميز هذه الزهور بمقاومتها لمعظم الآفات والأمراض، لكن يجب الحذر من الرخويات والقواقع. عند زراعتها في الداخل، تحتاج إلى محاكاة رطوبة بيئتها الطبيعية عبر الرش المنتظم. يمكن إكثار زهرة الخفاش باستخدام الجذور، تقسيم الدرنات، وأحيانًا البذور.

## الاستخدامات

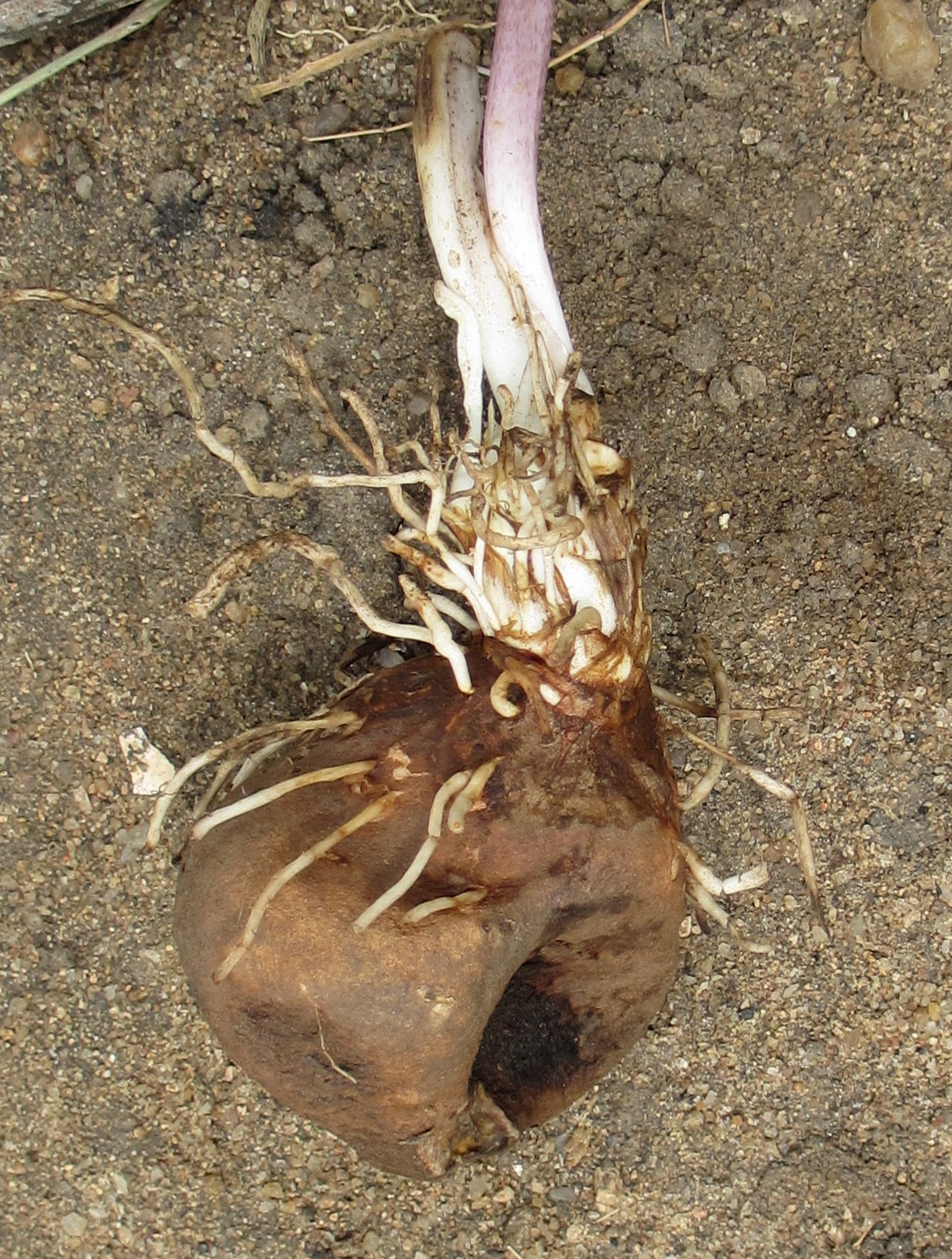
الدرنات والجذامير من T. chantrieri

تتمتع زهرة الخفاش بعدد من الخصائص الطبية التي تم استخدامها في الطب الصيني التقليدي عبر العصور. تُستخلص هذه الفوائد بشكل رئيسي من جذور أو سيقان نبات زهرة الخفاش، التي تحتوي على مركبات طبية متعددة مثل السابونين والدياريل هبتانويد. تُستخدم هذه المستخلصات عادة في علاج مجموعة من الأمراض مثل ارتفاع ضغط الدم، قرحة المعدة، الحروق، التهاب الكبد، والتهاب الأمعاء. كما تُعد هذه المركبات أساسًا للعديد من الأدوية التي تُستخدم استخدامًا شائعًا.
من بين المركبات الموجودة في الجذور، يتم استخراج التاكالونوليدات E و A، وهي مثبتات الأنابيب الدقيقة التي تظهر خصائص مضادة للسرطان، نظرًا لأنها تُظهر نشاطًا سامًا للخلايا.